# 短柄小檗
短柄小檗（学名：Berberis brachypoda）是小檗科小檗属的植物，是中国的特有植物。分布于中国大陆的甘肃、山西、青海、陕西、河南、湖北、四川等地，生长于海拔800米至2,500米的地区，一般生于路边、山坡灌丛中、林缘、林下或山谷显地，目前尚未由人工引种栽培。